# Шукатка Андрій Андрійович
Андрій Шукатка (псевдо: «Гліб», «Шрам», «Савченко»; 23 вересня 1918, с. Побук, Стрийський повіт, Королівство Галичини та Володимирії (тепер Сколівський район, Львівська область) — 20 лютого 1943, м. Суми) — діяч ОУН, окружний провідник ОУН Дрогобицької та Сумської областей.

## Життєпис

Андрій Шукатка

Народився 23 вересня 1918 в селі Побук (тепер Сколівський район, Львівська область). Навчався у Стрийській гімназії, але був виключений із сьомого класу за політичну діяльність. 
З 1935 року член ОУН, а також товариств «Просвіта» і «Рідна школа».
Після окупації Західної України більшовиками у підпіллі, працював організаційним референтом обласного проводу ОУН Дрогобиччини під псевдонімом «Гліб». На початку березня 1941 з обласним провідником Костем Цмоцем-«Модестом» перейшов кордон і взяв участь у Кракові в ІІ Великому зборі ОУНР як один із 16 делегатів-крайовиків. У травні того ж року знову перейшов кордон і далі працював у антибільшовицькому підпіллі.
Влітку 1941 очолив обласний провід ОУН Дрогобиччини, користувався псевдонімом “Шрам”.  Активно займався розбудовою української адміністрації після проголошення Акту відновлення української держави 30 червня. З вересня 1941 знову перейшов у підпілля. Одружився цього року у Стрию з Галиною Мацей. В подружжя народилася дочка Іванна. 
В 1942 відряджений для підпільної праці на схід України, призначений обласним провідником Сумської області (під псевдо Андрій Савченко). 7 жовтня 1942 року заарештований СД разом із провідником ОУН в Сумах Семеном Сапуном та ще кількома націоналістами. Після кількамісячного слідства арештованих розстріляли на території Сумської тюрми 20 лютого 1943. 
Дружина і донька у 1946 році були заслані в Казахстан, а після повернення виїхали до Польщі.

## Вшанування пам'яті
- Рішенням Сколівської районної ради № 571 від 09.08. 2018 р. присвоєно звання «Почесний громадянин Сколівського району».[1]
- На бібліотеці Дрогобицького державного педагогічного університету імені Івана Франка встановлена меморіальна дошка на честь 3-х діячів ОУН та УПА: Андрія Шукатки, Володимира Кобільника та Василя Николяка.[2]